# 3,5-キシリジン

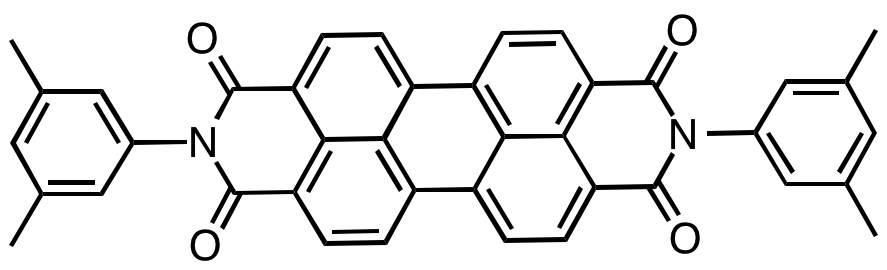
ピグメントレッド149の構造式

3,5-キシリジン（英語: 3,5-xylidine）は、化学式が C6H3(CH3)2NH2 で表される有機化合物である。キシリジンの異性体の1つ。無色で粘性のある液体。顔料のピグメントレッド149の製造に使われる。

## 合成
3,5-キシリジンは、アンモニアとアルミナ触媒を用いてキシレノールをアミノ化することにより工業的に製造される。